# Cesonia coala
Pour les articles homonymes, voir Coala.
Espèce
Cesonia coala est une espèce d'araignées aranéomorphes de la famille des Gnaphosidae.

## Distribution
Cette espèce est endémique du Mexique. Elle se rencontre au Chiapas et au Veracruz.

## Description
Le mâle holotype mesure 2,92 mm et la femelle paratype 4,05 mm.

## Publication originale
- Platnick & Shadab, 1980 : A revision of the spider genus Cesonia (Araneae, Gnaphosidae). Bulletin of the American Museum of Natural History, no 165, p. 337-385 (texte intégral).